# 加里亚巴尼亚
加里亚巴尼亚（英語：Gariabania）是孟加拉国的一个村庄，位于该国中南部巴里萨尔专区的博尔古纳县。